# Деспанье, Робелис
Робелис Деспейн Санке (англ. Robelis Despaigne Sanquet; род. 9 сентября 1988 год, Сантьяго-де-Куба, Куба) — кубинский боец смешанного стиля и олимпийский тхэквондист с 2012 года, завоевал бронзовую медаль по тхэквондо на летних Олимпийских играх 2012 года. На данный момент выступает в Karate Combat. Также Деспанье выступал в UFC в тяжёлом весе.

## Биография
Робелис Деспанье провел свои юные годы на Кубе, где начал заниматься тхэквондо в возрасте девяти лет. Семь лет тренировок и Деспанье получил место в национальной сборной по тхэквондо — эту позицию он занимал в течение 15 лет. Вершина его карьеры в тхэквондо наступила в 2012 году, когда он представлял Кубу на Олимпийских играх в Лондоне, завоевав бронзовую медаль в тяжелой весовой категории.
В 2012 году, на фоне недовольства состоянием спорта на Кубе, он решил сделать существенный сдвиг («Я терял любовь к спорту в 2012 году, На Кубе происходило много событий, которые меня не очень радовали») — заявил Деспанье. Подбадриваемый своим тренером, чтобы он попробовал себя в смешанных боевыех искусствах (ММА).
Но поначалу он сомневался, что сможет конкурировать в MMA лишь с одной бойцовской базой.
В 2019 году он начал заниматься MMA на Кубе, включив в свою программу грэпплинг. Столкнувшись с задержками, связанными с пандемией, Деспанье принял кардинальное решение переехать в Орландо во Флориде, в 2022 году, где он продолжает жить и тренироваться.

## Титулы и достижения

### Ultimate Fighting Championship
- - «Выступление вечера» (один раз) против Джоша Паризиана
  - Второй по скорости финиша в истории UFC тяжёлого веса (18 секунд)
  - Самый большой размах рук в истории UFC (213 см/84 in)

## Статистика в смешанных единоборствах
| Боёв 7   | Побед 5 | Поражений 2 |
| -------- | ------- | ----------- |
| Нокаутом | 5       | 0           |
| Решением | 0       | 2           |

| Результат | Рекорд | Соперник             | Способ               | Турнир                                | Дата             | Раунд | Время | Место                           | Примечание               |
| --------- | ------ | -------------------- | -------------------- | ------------------------------------- | ---------------- | ----- | ----- | ------------------------------- | ------------------------ |
| Поражение | 5–2    | Остин Лейн           | Единогласное решение | UFC Fight Night: Эрнандес vs. Перейра | 19 октября 2024  | 3     | 5:00  | Лас-Вегас, Невада, США          |                          |
| Поражение | 5-1    | Вальдо Кортес-Акоста | Единогласное решение | UFC on ESPN: Льюис vs. Насименту      | 11 мая 2024      | 3     | 5:00  | Сент-Луис, Миссури, США         |                          |
| Победа    | 5–0    | Джош Паризиан        | TKO (удары)          | UFC 299                               | 9 марта 2024     | 1     | 0:18  | Майами, Флорида, США            | «Выступление вечера» (1) |
| Победа    | 4–0    | Майлз Бэнкс          | KO (удар)            | Fury FC 84                            | 3 декабря 2023   | 1     | 0:04  | Хьюстон, Техас, США             |                          |
| Победа    | 3–0    | Стиви Пейн           | TKO (удары)          | Fury Challenger Series 7              | 24 сентября 2023 | 1     | 0:03  | Хьюстон, Техас, США             |                          |
| Победа    | 2–0    | Трэвис Грегуар       | TKO (удары)          | Fury FC 80                            | 25 июня 2023     | 1     | 0:12  | Хьюстон, Техас, США             |                          |
| Победа    | 1–0    | Катума Мулумба       | TKO (удары)          | Titan FC 77                           | 3 июня 2022      | 1     | 4:54  | Miramar, Florida, United States | Дебют в тяжёлом весе     |

## Статистика в Karate Combat
| Боёв 3   | Побед 3 | Поражений 0 |
| -------- | ------- | ----------- |
| Нокаутом | 3       | 0           |
| Решением | 0       | 0           |

| Результат | Рекорд | Соперник          | Способ     | Турнир           | Дата            | Раунд | Время | Место                 | Примечание |
| --------- | ------ | ----------------- | ---------- | ---------------- | --------------- | ----- | ----- | --------------------- | ---------- |
| Победа    | 3–0    | Роджерс Соуза     | KO (удар)  | Karate Combat 53 | 28 февраля 2025 | 1     | 0:08  | Денвер, Колорадо, США |            |
| Победа    | 2–0    | Маркос Бригагао   | KO (удары) | Karate Combat 52 | 24 января 2025  | 1     | 0:12  | Майами, Флорида, США  |            |
| Победа    | 1–0    | Доминик Енджейчик | KO (удар)  | Karate Combat 51 | 19 декабря 2024 | 1     | 0:04  | Майами, Флорида, США  |            |

## Карьера

### Тхэквондо
В 2012 году на Олимпийских играх в весовой категории свыше 80 кг победил в боях против нигерийца Чика Чуквумерие и уступил в четвертьфинале габонцу Энтони Обаме.
В утешительных боях за бронзу он выиграл у самоанца Кайно Томсена и малийца Даба Модибо Кейта.

### Смешанные боевые единоборства
Деспанте дебютировал в смешанных единоборствах 3 июня 2022 года в бою против Катумы Мулумбы на турнире Titan FC 77. Он выиграл бой в конце первого раунда техническим нокаутом. Затем он провел три боя в 2023 году, одержав все победы нокаутом менее чем за 20 секунд.

### Ultimate Fighting Championship
Деспанье встретился с Джошем Паризяном 9 марта 2024 года на турнире UFC 299. Он выиграл бой нокаутом за 18 секунд после начала первого раунда. Этот бой принес ему бонус «Выступление вечера».
Деспанье встретился с Вальдо Кортесом-Акостой 11 мая 2024 года на турнире UFC on ESPN 56. Он проиграл бой единогласным решением судей. Это стало первым поражением Деспанье в карьере.
Деспанье встретился с Остином Лэйном 19 октября 2024 года на турнире UFC Fight Night 245. Он проиграл бой единогласным решением судей. 
Деспанье был уволен из UFC вскоре после поражения от Лейна.

### Karate Combat
11 ноября 2024 года стало известно, что Деспанье подписал контракт с Karate Combat.
Деспанье встретился с Домиником Енджейчиком 19 декабря 2024 года на турнире Karate Combat 51 и победил нокаутом за четыре секунды первого раунда.
Деспанье встретился с Маркосом Бригагао 24 января 2025 года на турнире Karate Combat 52. Он победил нокаутом за 12 секунд первого раунда. 
Деспанье встретился с Роджерсом Соузой 28 февраля 2025 года на турнире Karate Combat 53. Он победил нокаутом за 8 секунд первого раунда.